# Fushimi
Fushimi, 伏見天皇, född 10 maj 1265, död 8 oktober 1317, var japansk kejsare från 1287 till 1298.